# Joseph Zito
Joseph Zito je americký filmový režisér. Známý je díky režii několika béčkových filmů z 80. let, jako například Pátek třináctého 4, Nezvěstní v boji, Invaze U. S. A., Rudý škorpion a mnoho dalších. V polovině osmdesátých let strávil rok nad předprodukcí Cannon-verzí filmu Spider-Man. Film ale nebyl nikdy natočen.

## Filmografie
- Power Play (2002)
- Delta Force One: Ztracená hlídka (1999)
- Rudý škorpion (1987)
- Invaze U. S. A. (1985)
- Nezvěstní v boji (1984)
- Pátek třináctého 4 (1984)
- Vrah Rosemary (1981)
- Bloodrage (1979)
- Abduction (1975)